# Hřiby
Hřiby jsou vesnice v okrese Kolín, je součástí obce Vitice. Nachází se asi půl kilometru na severovýchod od Vitic. V údolí západně od vesnice protéká potok Bylanka. Hřiby jsou také název katastrálního území o rozloze 2,9 km².

## Historie
První písemná zmínka o vesnici pochází z roku 1389.